# Axxis
Axxis – niemiecki zespół powermetalowy założony w 1988. Ich debiutancki album „Kingdom of the Night”, stał się najlepiej sprzedającym debiutanckim albumem zespołu rockowego w Niemczech w 1989.

## Muzycy

### Obecny skład
- Bernhard Weiß – wokal (1988 – obecnie)
- Harry Oellers – klawisze (1988 – obecnie)
- Rob Schomaker – gitara basowa (2004 – obecnie)
- Dirk Brand – perkusja (2014 – obecnie)
- Marco Wriedt – gitara elektryczna (2007 – obecnie)

### Byli członkowie
- Alex Landenburg – perkusja (2008 – 2014)
- Guido Wehmeyer – gitara elektryczna (1998-2006)
- Werner Kleinhaus – gitara basowa (1988-1993)
- Walter Pietsch – gitara elektryczna (1988-1998)
- Markus Gfeller – gitara basowa (1993-1998)
- Richard Michaelski – perkusja (1988-2004)
- Kuno Niemeyer – gitara basowa (1988-2004)

## Dyskografia

### Albumy studyjne
- 1989: Kingdom of the Night
- 1990: Axxis II
- 1993: The Big Thrill
- 1995: Matters of Survival
- 1997: Voodoo Vibes
- 2000: Back to the Kingdom
- 2001: Eyes of Darkness
- 2004: Time Machine
- 2006: Paradise in Flames
- 2007: Doom of Destiny
- 2009: Utopia
- 2014: Kingdom Of The Night II

### Albumy koncertowe i kompilacyjne
- 1991: Access All Areas
- 1994: Profile – The Best of Axxis
- 1999: Pure & Rough
- 2006: Best of Ballads & Acoustic Specials
- 2011: 20 Years of AXXIS – The legendary Anniversary live show

### Single i minialbumy
- 1989: Kingdom of the Night
- 1989: Living in a World
- 1989: Fire and Ice
- 1990: Tears of the Trees
- 1990: Ships Are Sailing
- 1990: Touch the Rainbow
- 1990: Hold You
- 1990: Save Me
- 1991: Little Look Back
- 1993: Stay don´t Leave Me
- 1993: Love Doesn´t Know Any Distance
- 1995: Another Day
- 1997: Sarajevo
- 2000: Collection of Power